# Stretavka
Stretavka (in ungherese Kisszeretva) è un comune della Slovacchia facente parte del distretto di Michalovce, nella regione di Košice.